# Fliegerfaust
El Fliegerfaust (puño volante, en alemán) también conocido como "Luftfaust" (puño aéreo, en alemán), era un lanzacohetes múltiple antiaéreo portátil alemán, diseñado para derribar aviones de ataque a tierra enemigos y es el primer sistema MANPAD.

## Aspectos generales
Diseñado por HASAG (Hugo Schneider AG) de Leipzig en 1944, el Luftfaust fue producido en dos versiones diferentes.

### Fliegerfaust A
La primera versión, el Fliegerfaust A, tenía 4 cañones de calibre 20 mm. Estos disparaban cohetes de 20 mm que pesaban 90 g y contenían 19 g de explosivo.

### Fliegerfaust B
La segunda versión, el Fliegerfaust B ("Luftfaust") aumentó la cantidad de cañones, agregando 5 más con lo que quedó en 9 cañones. El arma tenía una longitud total de 150 cm y pesaba 6,5 kg. Primero se disparaban 4 cañones (uno por medio) y los 5 restantes se disparaban 0,1 segundos más tarde para evitar que los cohetes impactaran entre ellos y las estelas perjudicaran su curso.

### Fliegerfaust C
También se construyó un prototipo con seis cañones de 30 mm. Usaba los proyectiles del Maschinekanone MK108 usado en aviones como el Me 262. Pesaban 330 g y contenían 75 g de explosivos. Solo quedó en etapa de pruebas.

## Uso en combate
El Fliegerfaust no fue un arma exitosa a causa de su corto alcance causado por la gran dispersión de sus proyectiles, así que el alcance teórico de 500 metros jamás fue alcanzado. Sin embargo, se emitieron grandes órdenes para esta arma en 1945, con más de 10 000 lanzadores y 4 millones de cohetes. Pero solo 80 de estos sistemas fueron usados en pruebas de combate, en este caso por una unidad basada en Saarbrücken.

## Capturados
El Primer Ejército de los Estados Unidos capturó las instalaciones de HASAG en Leipzig, llevándose miles de Fliegerfaust, los que fueron probados masivamente siendo la base de los sistemas portátiles antiaéreos de ese país.

### Desarrollos relacionados
- Rheinbote
- Rheintochter
- Ruhrstahl X-4

### Armas similares
- FIM-92 Stinger
 FIM-43 Redeye
- Misil Starstreak
 Javelin
 Starburst
 Blowpipe
- 9K38 Igla
 9K32 Strela-2
 9K34 Strela-3
 'Igla-M' (SA-16)
- MBDA Mistral
- HN-5A/B
 QW-1/2
 FN-6
- Misagh-1
 Misagh-2
- Tipo 91
 Tipo 93
- KP-SAM Shingung
- / Anza
- Grom
- RBS 70

### Listas relacionadas
Anexo:Tabla comparativa entre sistemas de defensa aérea portátiles